# 蒂耶河畔伊斯—屈尔蒙-沙兰德雷铁路
蒂耶河畔伊斯－屈尔蒙-沙兰德雷铁路（法語：Ligne d'Is-sur-Tille à Culmont - Chalindrey），是法国的一条铁路干线，起点为屈尔蒙-沙兰德雷站，与第戎－蒂耶河畔伊斯铁路对接；终点为屈尔蒙-沙兰德雷站，可连通巴黎－米卢斯铁路以及屈尔蒙-沙兰德雷－图勒铁路，全长44公里。该铁路建于1877年，全线复线电气化铁路，在法国铁路系统中的编号为843000。

## 历史
蒂耶河畔伊斯－屈尔蒙-沙兰德雷铁路修建计划于19世纪中期被提出，由东部铁路公司负责修建，1874至1877年间分段建成通车，1938年被法国国营铁路公司收购。1964年该铁路完成电气化改造。

## 路线
蒂耶河畔伊斯－屈尔蒙-沙兰德雷铁路由蒂耶河畔伊斯站向北引出，一路北上，最终到达屈尔蒙-沙兰德雷站。

## 车站列表
| 蒂耶河畔伊斯－屈尔蒙-沙兰德雷铁路车站列表 |         |                                                                                                |                                            |            |
| 车站                                      | 公里数* | 交汇路线                                                                                       | 本线停靠车种                               | 可换乘交通 |
| Is-sur-Tille 蒂耶河畔伊斯站               | 346.806 | 第戎－蒂耶河畔伊斯铁路（第戎方向）↑                                                            | TERBourgogne- Franche-Comté                | MobiGo     |
| Selongey 瑟隆热站                         | 355.657 |                                                                                                |                                            | MobiGo     |
| Vaux-sous-Aubigny 沃苏索比尼站            | 367.622 |                                                                                                |                                            |            |
| Villegusien 维勒居西安站                  | 377.332 |                                                                                                |                                            |            |
| Heuilley-Cotton 厄耶-科通站               | 383.300 |                                                                                                |                                            |            |
| Culmont - Chalindrey 屈尔蒙-沙兰德雷站    | 389.190 | 联络线，可前往巴黎－米卢斯铁路的米卢斯方向↙ 联络线，可前往屈尔蒙-沙兰德雷－图勒铁路的图勒方向↙ |                                            |            |
| Culmont - Chalindrey 屈尔蒙-沙兰德雷站    | 390.773 | 巴黎－米卢斯铁路（米卢斯方向）↗ 巴黎－米卢斯铁路（巴黎方向）↓                                  | TERBourgogne- Franche-Comté Fluo Grand-Est |            |
| *注：公里数自巴黎-里昂火车站开始计算      |         |                                                                                                |                                            |            |